# Хайндман, Эмерсон
Эмерсон Шеллас Хайндман (англ. Emerson Schellas Hyndman; род. 7 апреля 1996, Даллас, США) — американский футболист, полузащитник клуба «Мемфис 901».

## Клубная карьера
Хайндман начал карьеру в академии клуба «Даллас» из своего родного города.
В 2011 году Эмерсон переехал в Англию, где стал заниматься в академии лондонского «Фулхэма». 9 августа 2014 года в матче против «Ипсвич Таун» он дебютировал в Чемпионшипе. 9 апреля 2016 года в поединке против «Кардифф Сити» Эмерсон забил свой первый гол за «Фулхэм». Летом 2016 года его контракт с «дачниками» закончился.
17 июня 2016 года Хайндман подписал четырёхлетний контракт с «Борнмутом». 24 августа в матче Кубка английской лиги против «Моркама» он дебютировал за новую команду.
В начале 2017 года для получения игровой практики Эмерсон на правах аренды перешёл в шотландский «Рейнджерс». 28 января в матче против «Мотеруэлла» он дебютировал шотландском Премьершипе. В этом же поединке Хайндман забил свой первый гол за «Рейнджерс».
После окончания аренды Эмерсон вернулся в «Борнмут». 13 мая 2018 года в матче против «Бернли» он дебютировал в английской Премьер-лиге.
В августе того же года Хайндман был отдан в шестимесячную аренду в «Хиберниан». 1 января 2019 года он вернулся в «Борнмут» из «Хиберниана» в связи с окончанием срока аренды.
1 июля 2019 года Хайндман был арендован клубом «Атланта Юнайтед» с опцией выкупа после истечения срока аренды в конце сезона MLS 2019. «Атланта» выменяла права на него в MLS у «Далласа» на место иностранного игрока и $200 тыс. в общих распределительных средствах. За «Атланту» он дебютировал 10 июля в четвертьфинальном матче Открытого кубка США 2019 против «Сент-Луиса», отметившись голевой передачей. 6 августа в полуфинале Открытого кубка против «Орландо Сити» он забил свой первый гол за «Атланту Юнайтед». 9 декабря 2019 года «Атланта Юнайтед» выкупила Хайндмана у «Борнмута» и подписала с ним многолетний контракт до конца сезона 2022. В июне 2021 года он получил разрыв передней крестообразной связки в правом колене во время тренировки, из-за чего пропустил десять месяцев. 4 января 2023 года контракт Хайндмана с «Атлантой Юнайтед» был расторгнут по обоюдному согласию сторон.
9 июня 2023 года Хайндман подписал контракт с клубом Чемпионшипа ЮСЛ «Мемфис 901» на оставшуюся часть сезона 2023. За «Мемфис» он дебютировал 10 июня в матче против «Луисвилл Сити», заменив во втором тайме Бруно Лапу. 21 июня в матче против «Талсы» он забил свой первый гол за «Мемфис». 30 ноября «Мемфис 901» использовал опцию продления контракта с Хайндманом.

## Международная карьера
3 сентября 2014 года в товарищеском матче против сборной Чехии Хайндман дебютировал за сборную США, выйдя на замену во втором тайме вместо Алехандро Бедойи.
В 2015 году в составе молодёжной сборной США Эмерсон принял участие в молодёжном чемпионате мира в Новой Зеландии. На турнире он сыграл в матчах против команд Украины, Новой Зеландии, Мьянмы, Колумбии и Сербии. В поединках против Мьянмы и новозеландцев Хайндман забил два гола.

## Достижения
Командные
 «Атланта Юнайтед»
- Обладатель Открытого кубка США: 2019
- Обладатель Campeones Cup: 2019

## Личная информация
Эмерсон — внук бывшего тренера ФК «Даллас» Шелласа Хайндмана. Он имеет гражданство Португалии благодаря происхождению своей семьи.